# Гланербек
Гланербек (нем. Glanerbeek) — река в Германии и Нидерландах. Левый приток реки Динкель.
Берёт начало на территории природоохраняемого участка Амтсвенн в северной части земли Северный Рейн-Вестфалия. Течёт в северном направлении. На протяжении около 2 км по реке проходит государственная граница Германии и Нидерландов. Ниже города Гланербрюг река Гланербек полностью течёт по территории нидерландской провинции Оверэйссел. Впадает в Динкель у населённого пункта Глане коммуны Лоссер.